# Daheishan Xiang
Daheishan Xiang (kinesiska: 大黑山, 大黑山乡) är en socken i Kina. Den ligger i provinsen Yunnan, i den sydvästra delen av landet, omkring 260 kilometer söder om provinshuvudstaden Kunming. Antalet invånare är 19 881. Befolkningen består av 9 305 kvinnor och 10 576 män. Barn under 15 år utgör 20,0 %, vuxna 15-64 år 72 %, och äldre över 65 år 6,0 %.
Genomsnittlig årsnederbörd är 2 442 millimeter. Den regnigaste månaden är juli, med i genomsnitt 594 mm nederbörd, och den torraste är februari, med 28 mm nederbörd.